# Аксиньинское кладбище
Аксиньинское кладбище — некрополь у села Аксиньино Одинцовского городского округа Московской области. Находится в административном подчинении главы сельского поселения Ершовское.
Площадь 14466 кв. м.
Учтено около 2000 захоронений, на кладбище похоронены многие известные деятели российского государства, науки, культуры и искусства. С 2016 года кладбище закрыто для свободного захоронения (новые места не предоставляются).
Проезд городским транспортом от метро Кунцевская по Ильинскому шоссе.

## История
Возникло после переноса, вероятно во второй половине XVIII века, на новое место ставшего тесным кладбища села Аксиньино, находившегося при сельской церкви Николая Чудотворца. Устроено севернее населённого пункта на возвышенности за болотом и было обнесено рвом, следы которого сохранились до сих пор.
В октябре-ноябре 1941 года возле Аксиньино проходил рубеж обороны Москвы, у аксиньинского кладбища находились позиции реактивных миномётов «Катюша». С этих рубежей в декабре 1941 года началось контрнаступление частей 144-й стрелковой дивизии.
В 1997 году на кладбище возведена часовня Всех Святых.
8 октября 2011 года у въезда на кладбище торжественно открыли Памятник воинам 5-й армии и бойцам народного ополчения «Рубеж 1941».
Проводятся работы по благоустройству и приведению кладбища в соответствие с региональными стандартами.

## Известные захоронения
- Александров, Александр Леонардович (1947—2009) — сценарист, кинорежиссёр, писатель[18]
- Анофриев, Олег Андреевич (1930—2018) — актёр, певец, народный артист Российской Федерации[18]
- Астров, Николай Александрович (1906—1992) — конструктор бронетанковой техники, [18]
- Жюрайтис, Альгис Марцелюс (1928—1998) — дирижёр, народный артист РСФСР[18]
- Капица, Андрей Петрович (1931—2011) — учёный-географ, член-корреспондент РАН[18]
- Коптяева, Антонина Дмитриевна (1909—1991) — писательница[18]
- Курляндцева, Елена Георгиевна (1950—2005) — тележурналистка, искусствовед[18]
- Либакова-Ливанова, Марина Валерьевна (1952—2018) — советская и российская актриса театра и кино, телережиссёр, диктор и телерадиоведущая, педагог
- Пашков, Анатолий Игнатьевич (1900—1988) — учёный-экономист, член-корреспондент АН СССР[18]
- Синелина, Юлия Юрьевна (1972—2013) — учёный-социолог, зам. главы ИСПИ РАН, один из крупнейших российских социологов религии
- Суходрев, Виктор Михайлович (1932—2014) — советский дипломат, переводчик первых лиц СССР[18]
- Трухановский, Владимир Григорьевич (1914—2000) — учёный-историк, академик РАН[18]
- Шабарова, Зоя Алексеевна (1925—1999) — учёный-химик[18]

## Кладбище в литературе
История, произошедшая на кладбище, описана академиком В. И. Арнольдом («Истории давние и недавние. Аксиньинское кладбище»).

## Галерея

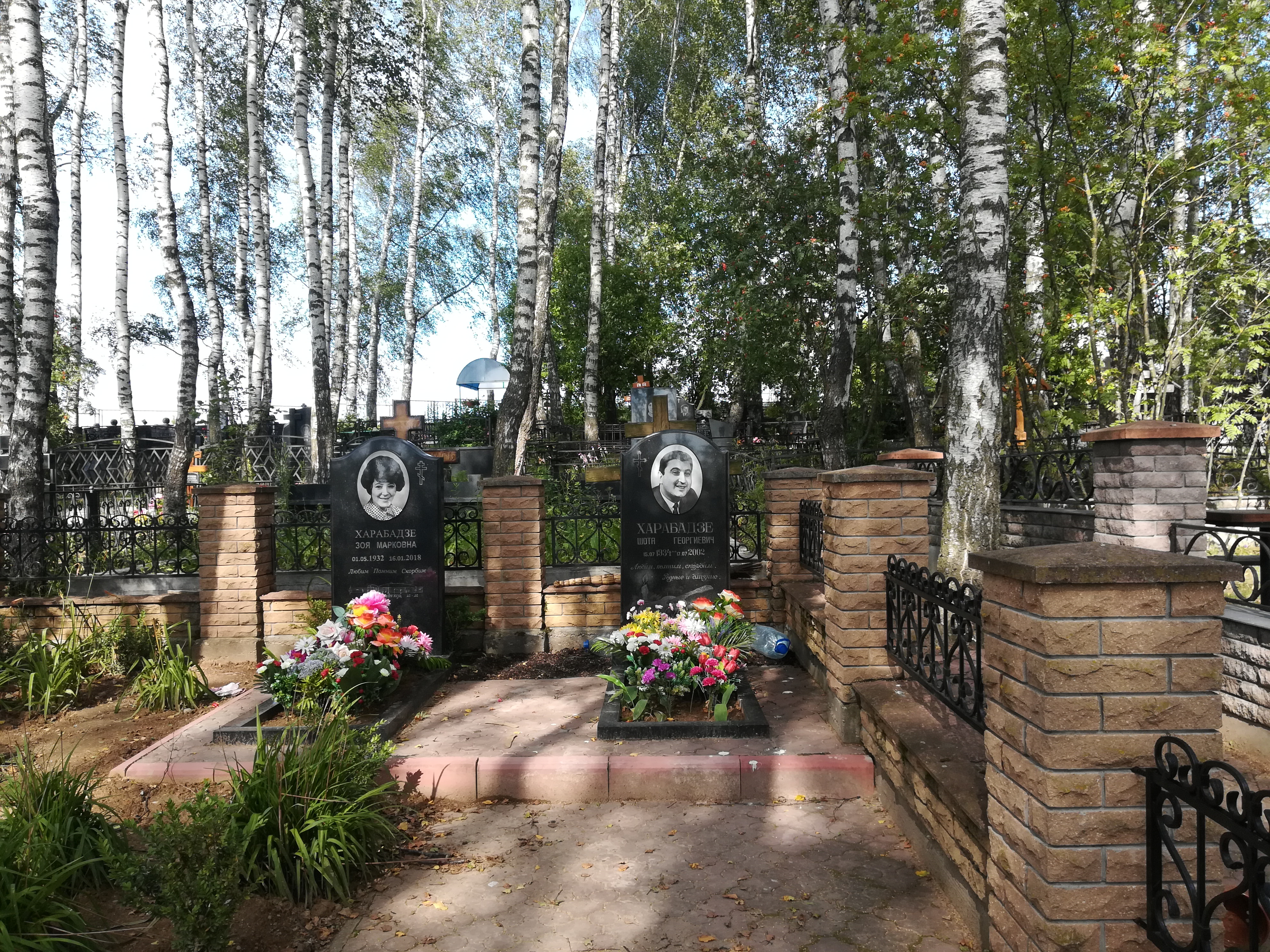
Могила Зои и Шоты Харабадзе
Могила Андрея Капицы
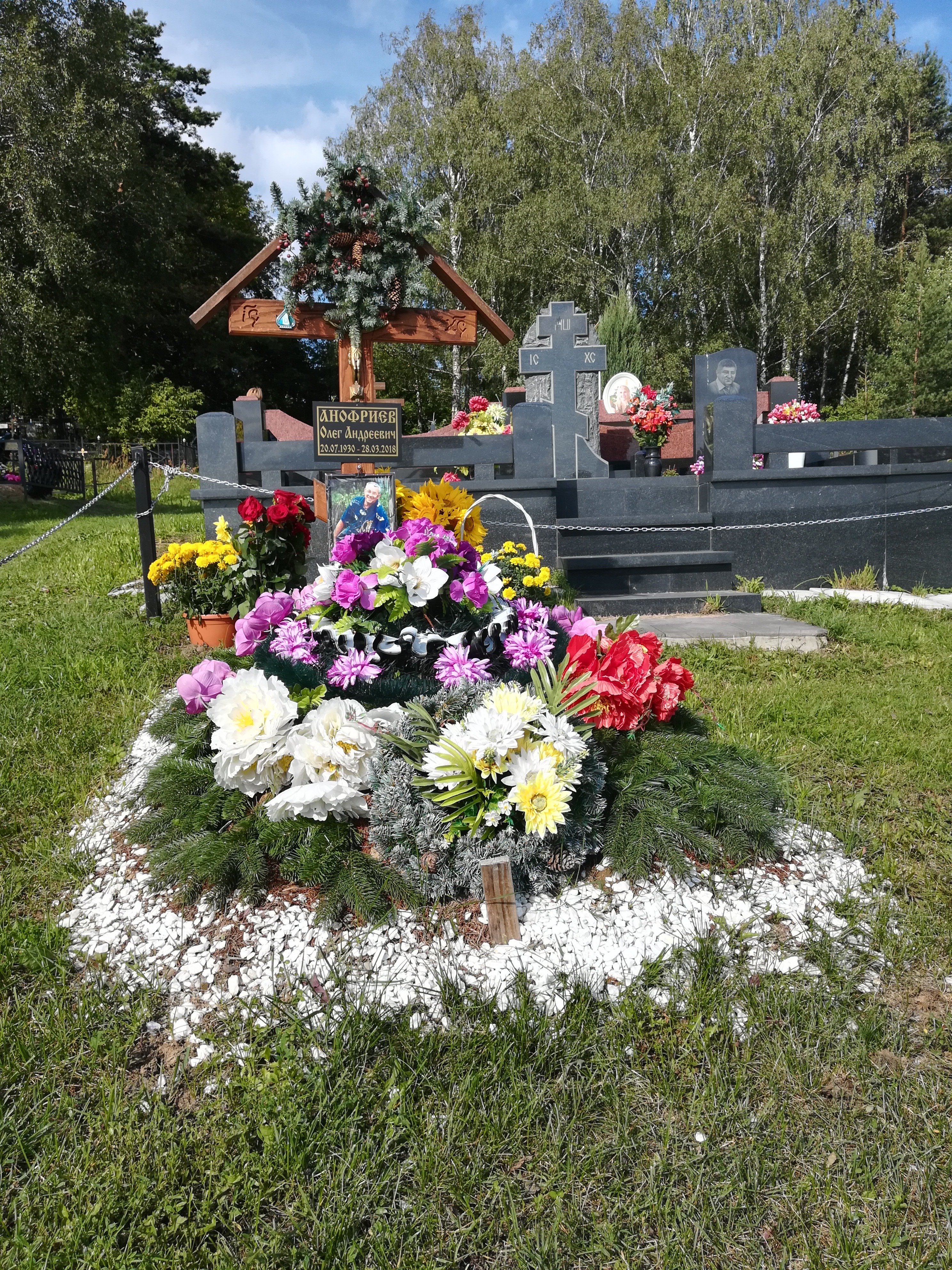
Могила Олега Анофриева